# Sabrina Lloyd
Sabrina Anne Lloyd (nacida el 20 de noviembre de 1970) es una actriz de cine y televisión estadounidense ya jubilada. Es conocida por interpretar a Wade Welles en la serie Sliders, a Natalie Hurley en la serie Sports Night y a Kelly en la película Father Hood (1993).

## Primeros años
Sabrina Lloyd nació en el condado de Fairfax (Virginia), y se crio en Mount Dora (Florida). Es hija de Judy Lloyd, quien administraba una compañía de seguros de títulos en Lake Mary. A los 12 años, comenzó su carrera como actriz en el papel de Pepper en una producción de Annie de Mount Dora.
Cuando estaba en décimo grado participó en un programa de intercambio de estudiantes que le permitió pasar un año en Brisbane, Queensland, Australia. Mientras estuvo allí, fue estudiante de tiempo completo en Pine Rivers High School. Se graduó de Lake Mary High School en 1989.

## Carrera
Al regresar a los Estados Unidos, Lloyd continuó actuando en teatros locales como Baystreet Players en Eustis y Ice House Theatre en Mount Dora, apareciendo en producciones de Grease, Crimes of the Heart y The Wizard of Oz. 
Lloyd se mudó a Nueva York cuando tenía 18 años para seguir una carrera cinematográfica. Su primer trabajo allí fue en películas de capacitación industrial y comerciales de televisión, incluido uno para mochilas Eastpak. Apareció como invitada en un episodio de Law & Order llamado "Intolerance". Firmó con un nuevo agente de talentos y comenzó a obtener más papeles en televisión y cine.
Su primer papel importante en largometrajes fue en Chain of Desire , y a esto le siguió su primer papel protagónico en Father Hood con Patrick Swayze. Apareció en el video musical de 1993 de la canción "Iris" de The Breeders. Lloyd también hizo apariciones en televisión, protagonizando las películas para televisión The Coming Out of Heidi Leiter, un episodio de Lifestories: Families in Crisis y Love Off Limits.
En 1995, Lloyd interpretó a Wade Welles, uno de los cuatro personajes originales del programa de televisión de ciencia ficción Sliders . 
En 1997, el programa fue recogido por Sci Fi Channel , pero el contrato de Lloyd no fue renovado. Rápidamente consiguió un papel coprotagonista como la productora asociada sénior Natalie Hurley en la comedia de ABC Sports Night. 
En 2005, interpretó a Terry Lake en el programa de televisión Numb3rs, pero se fue después de la primera temporada. 
En 2008, Lloyd fue la actriz principal de la película independiente Universal Signs.

## Filmografía

### Cine
| Año  | Título               | Papel                | Notas        |
| ---- | -------------------- | -------------------- | ------------ |
| 1992 | Chain of Desire      | Melissa              |              |
| 1992 | That Night           | Jeanette             |              |
| 1993 | Father Hood          | Kelly Charles        |              |
| 2001 | On Edge              | Becky Brooks         |              |
| 2001 | Wanderlust           | Amanda               |              |
| 2003 | Dopamine             | Sarah McCaulley      |              |
| 2004 | Something for Henry  | Anna                 | Cortometraje |
| 2004 | The Breakup Artist   | Kara                 |              |
| 2005 | The Girl from Monday | Cecile               |              |
| 2005 | Charlie's Party      | Sarah                |              |
| 2006 | The Last Request     | Cathy                |              |
| 2007 | Racing Daylight      | Vicky Palmer / Helly |              |
| 2008 | Universal Signs      | Mary                 |              |
| 2010 | Hello Lonesome       | Debbie               |              |
| 2013 | The Pretty One       | Edith                |              |

### Televisión
| Año     | Título                          | Papel               | Notas                                                         |
| ------- | ------------------------------- | ------------------- | ------------------------------------------------------------- |
| 1988    | Superboy                        | Betsy               | Episodio: "Bringing Down the House"                           |
| 1989    | The New Leave It to Beaver      | Molly               | Episodio: "Shortcuts"                                         |
| 1992    | Law & Order                     | Kate 'Katie' Silver | Episodio: "Intolerance"                                       |
| 1993    | CBS Schoolbreak Special         | Sarah Thompson      | Episodio: "Love Off Limits"                                   |
| 1994    | Lifestories: Families in Crisis | Heidi Leiter        | Episodio: "More Than Friends: The Coming Out of Heidi Leiter" |
| 1995–99 | Sliders                         | Wade Welles         | Papel principal                                               |
| 1998–00 | Sports Night                    | Natalie Hurley      | Papel principal                                               |
| 2000    | Madigan Men                     | Wendy Lipton        | Papel principal                                               |
| 2002    | Couples                         | Annie               | Telefilme                                                     |
| 2003    | Ed                              | Frankie Hector      | Papel recurrente                                              |
| 2004    | My Sexiest Mistake              | Amy                 | Telefilme                                                     |
| 2004    | DeMarco Affairs                 | Jessica DeMarco     | Telefilme                                                     |
| 2005    | Numb3rs                         | Terry Lake          | Papel principal (1.ª temporada)                               |
| 2008    | Wainy Days                      | Molly               | Episodio: "Molly"                                             |

## Vida personal
Además de interpretar, compone melodías para su guitarra, pinta y escribe poesía. Fue vegetariana durante 6 años en los años 1990.
En abril de 1997, se casó con Ross Smith. La pareja vivió en Uganda durante dos años (2009–2010), donde adoptaron a una niña, Florence. Luego se mudaron a Italia, viviendo en Roma durante cuatro años, donde tuvieron un hijo, Tiber. Regresaron a Uganda, pero tras otros dos años, en 2016, volvieron a Norteamérica, y ahora residen en la Isla de Vancouver, en Canadá. Además tienen otra residencia en Kenia.
En 2010, estudió escritura creativa en la Universidad de Columbia.
Sabrina se retiró de la actuación en 2020, a los 50 años.